# Mithridates I
Mithridates I (även skrivet Mithradates), död 138 f.Kr., var kung av Partherriket från 171 f.Kr. till sin död. Han ingick i arsakidernas dynasti.
Mithridates efterträdde sin bror Fraates I som kung år 171 f.Kr. Han erövrade Irans västliga provinser och grundade Partherrikets huvudstad Ktesifon.